# Koșov, Ruse
Koșov (în bulgară Кошов) este un sat în comuna Ivanovo, regiunea Ruse,  Bulgaria. 

## Demografie
Componența etnică a satului Koșov
     Bulgari (98,1%)
     Nicio identificare (1,89%)
     Altele (0%)
La recensământul din 2011, populația satului Koșov era de 316 locuitori. Din punct de vedere etnic, majoritatea locuitorilor (98,1%) erau bulgari. Pentru 1,89% din locuitori nu este cunoscută apartenența etnică.